# أبليس فور ماي هيد
أبليس فور ماي هيد (بالإنجليزية: A Place for My Head)‏ هي أغنية لفرقة الروك الأمريكية «لينكين بارك (Linkin Park)»، وهي الأغنية التاسعة في الألبوم «هايبرد ثيوري (Hybrid Theory)»، تم إصدارها ضمن الألبوم في الرابع والعشرين من أكتوبر 2000. وتم إصدار ريمكس للأغنية بعنوان "Plc.4 Mie Hæd," في الألبوم «ريأنيميشن (Reanimation)».